# Melanguina finitima
Melanguina finitima är en insektsart som beskrevs av Young 1986. Melanguina finitima ingår i släktet Melanguina och familjen dvärgstritar. Inga underarter finns listade i Catalogue of Life.